# Ришард Парульський
Ришард Парульський (пол. Ryszard Parulski, нар. 9 вересня 1938, Варшава, Польща — 10 січня 2017) — польський фехтувальник на рапірах, срібний (1964 рік) та бронзовий (1968 рік) призер Олімпійських ігор, дворазовий чемпіон світу.

## Виступи на Олімпіадах
| Олімпіада   | Дисципліна           | Місце     |
| ----------- | -------------------- | --------- |
| Рим 1960    | індивідуальна рапіра | 6 p1 r4/5 |
| Рим 1960    | командна рапіра      | 5         |
| Токіо 1964  | індивідуальна рапіра | 5 p5 r2/4 |
| Токіо 1964  | командна рапіра      | 2         |
| Мехіко 1968 | індивідуальна рапіра | 13        |
| Мехіко 1968 | командна рапіра      | 3         |